# Układ inercjalny
Układ inercjalny (inaczej inercyjny, z łac. inertia „bezwładność”) – układ odniesienia, w którym każde ciało, niepodlegające zewnętrznemu oddziaływaniu z innymi ciałami, porusza się bez przyspieszenia (tzn. ruchem jednostajnym prostoliniowym) lub pozostaje w spoczynku. Istnienie takiego układu jest postulowane przez pierwszą zasadę dynamiki Newtona. Inercjalny układ odniesienia można również zdefiniować jako taki układ, w którym nie pojawiają się pozorne siły bezwładności.
Zgodnie z zasadą względności Galileusza wszystkie inercjalne układy odniesienia są równouprawnione i wszystkie prawa mechaniki i fizyki są w nich identyczne. Układy inercjalne poruszają się względem siebie jednostajnie i prostoliniowo.

## Poszukiwania uniwersalnego inercjalnego układu odniesienia
Ziemię przyjmuje się często za układ inercjalny. W rzeczywistości, układ związany z Ziemią nie jest inercjalny, ponieważ w związku z jej ruchem obrotowym, na ciała materialne znajdujące się na jej powierzchni, działają siły bezwładności: siła odśrodkowa oraz siła Coriolisa. Lepszym przybliżeniem układu inercjalnego jest układ związany ze Słońcem. Ten układ z kolei, też nie jest dokładnie inercjalny, ponieważ Układ Słoneczny okrąża centrum naszej Galaktyki. Arystoteles a za nim również Kopernik wiązali uniwersalny układ odniesienia z gwiazdami stałymi, czyli gwiazdami, które na sferze niebieskiej wydawały się nieruchome. Obecnie wiemy, że gwiazdy, całe galaktyki i ich gromady poruszają się względem siebie z prędkościami, które mogą zbliżać się do prędkości światła w próżni.
Po odkryciu przez A.A. Penziasa i R.W. Wilsona promieniowania reliktowego powstała nowa możliwość ustalenia uniwersalnego inercjalnego układu odniesienia. Okazało się bowiem, że promieniowanie to wykazuje bardzo wysoki stopień jednorodności. I tak mierząc przesunięcie ku czerwieni (a w przeciwnym kierunku przesunięcie ku fioletowi) tego promieniowania, udało się wyznaczyć prędkość naszej Galaktyki w ruchu wokół jej centrum.
Można zatem zdefiniować Uniwersalny Inercjalny Układ Odniesienia jako taki, w którym promieniowanie reliktowe nie jest przesunięte ku czerwieni w żadnym kierunku.

## Układ inercjalny w ogólnej teorii względności
Ogólna teoria względności opiera się na zasadzie równoważności. Układy spadające swobodnie są lokalnie inercjalne. Układ taki, poruszając się swobodnie wraz z jakimś ciałem w polu grawitacyjnym, mimo że jako całość przyspiesza, wewnątrz pozostaje inercjalny – nie pojawiają się w nim pozorne siły bezwładności. Z kolei w sytuacji, gdy układ taki spoczywa na powierzchni planety, znajdujący się w nim obserwator nie jest w stanie stwierdzić, czy działająca na niego siła jest siłą grawitacji, czy wynika z przyspieszenia, z jakim układ się porusza.
Ogólna teoria względności opiera się też na dodatkowym postulacie: uogólnieniu zasady względności. Według niej również układy lokalnie inercjalne (czyli w myśl poprzedniej zasady: spadające swobodnie) są równouprawnione.

## Pochodzenie układów inercjalnych
Od XIX w. pozostaje problemem otwartym, co decyduje o tym, które układy są inercjalne. Zasada Macha postuluje, że układy inercjalne to takie, w których całkowity moment pędu Wszechświata wynosi zero, a gwiazdy stałe są nieruchome. Te ostatnie miałyby też odpowiadać za siły bezwładności w układach nieinercjalnych.